# 李希勇
李希勇（1963年12月—2021年4月10日），男，汉族，山东泰安人。中华人民共和国企业家、政治人物，中国共产党党员，第十三届全国人民代表大会山东地区代表。

## 生平
1963年12月生于山东泰安，本科毕业于山东科技大学，硕士毕业于南开大学。
1981年12月参加工作，历任华丰煤矿副矿长、矿长、新汶矿业集团副总经理。2010年6月，任新汶矿业集团有限责任公司董事长、党委书记、内蒙古能源公司董事、董事长，2011年3月，任山东能源集团副董事长，2013年7月任兖矿集团总经理、党委副书记。2015年2月，升任兖矿集团董事长、党委书记。
2017年6月17日，当选为第十一届中共山东省委候补委员、委员。2018年2月24日，当选为第十三届全国人大代表。
2020年7月，山东省属企业改革工作推进暨干部大会上宣布山东能源集团与兖矿集团联合重组方案。之后其被任命为重组后的山东能源集团董事长。
2021年4月10日21时33分逝世于上海，终年57岁。